# 瑪格麗特·杜魯門
瑪麗·瑪格麗特·杜魯門·丹尼爾（Mary Margaret Truman Daniel，1924年2月17日—2008年1月29日），美國作家和傳記作家，前美國總統杜魯門與其夫人貝絲·杜魯門唯一的孩子。瑪格麗特早年曾活躍於娛樂界，後來曾寫有一些關於白宮與父母的著作，晚年專注創作多本十分暢銷的虛構懸疑小說。

## 生平

### 早年生涯
1924年2月17日，瑪格麗特生於密蘇里州獨立城北特拉華街219號的一幢公寓中，是第33任美國總統哈利·S·杜鲁门和其妻子貝絲·杜魯門所生的女兒。出生時施洗取名為瑪麗·瑪格麗特·杜魯門。她的名字「瑪麗」，是為了記念她的姑媽瑪麗·珍·杜魯門（Mary Jane Truman）；而「瑪格麗特」則記念外祖母瑪格麗特·蓋茨·華萊士（Margaret Gates Wallace）。自童年開始，她便被稱呼作「瑪格麗特」。
在1940年代，瑪格麗特曾立志成為歌手。因此她畢業於喬治·華盛頓大學後，進行了一些古典音樂的發音訓練，又在1947年3月到電台的獨唱會登台試唱。可是在1950年12月的一次表演後，瑪格麗特遭《华盛顿邮报》音樂評論人保羅·休姆給予了難堪的評語，結果她的父親兼總統哈利·S·杜鲁门對休姆加以譴責，該譴責最後得到了不少父親的支持和同情。儘管受到傳媒的惡評，但她在1950年代仍常常在舞台、電台和電視上表演，而且也表現得不錯。
在1944年，瑪格麗特為戰艦USS密蘇里號施洗，而該戰艦的名稱則正是取自她的家鄉。USS密蘇里號在1991年退役，瑪格麗特是退役典禮上的一位特別講者。

### 寫作生涯
在父親於1972年逝世前不久，瑪格麗特用丈夫的姓氏丹尼爾，出版了一本叫《哈利·S·杜魯門》的傳記。該書大量引用了杜魯門總統圖書館的珍貴資料，對杜魯門總統的生平作詳盡介紹，並獲得了書評人的好評。其後，瑪格麗特又出版了《貝絲·W·杜魯門》，該書從一位家庭成員的角度，對杜魯門總統夫婦作細膩的分析，與《哈利·S·杜魯門》的宏觀角度構成明顯對比。
瑪格麗特又寫有不少關於白宮的書，這些書還繞了第一夫人、白宮寵物、曾入住白宮的人和白宮的歷史等題材。除此之外，自1980年代開始，她著有不少大受歡迎，以华盛顿哥伦比亚特区為背景的虛構懸疑小說。晚年的瑪格麗特雖然已年過80歲，但仍經常寫作和出版新書。

### 晚年
晚年的瑪格麗特長居於曼哈頓的公園大道。她是哈利·S·杜魯門總統圖書館及博物館和富蘭克林與埃莉諾·羅斯福學會的董事局成員。瑪格麗特在2008年1月29日上午卒於芝加哥，終年83歲，她在生前數星期要依靠儀器維持生命。

## 家庭
瑪格麗特於1956年4月21日在密蘇里州獨立城的聖公會三一教堂舉行了婚禮，嫁給《紐約時報》記者（日後成為編輯）克利夫頓·丹尼爾（Clifton Daniel，1912年—2000年）。夫婦倆有下列的子女：
- 克利夫頓·杜魯門·丹尼爾（Clifton Truman Daniel，1957年—）、
- 威廉·華萊士·丹尼爾（William Wallace Daniel，1959年—2000年，在紐約市死於一宗交通意外）、
- 夏里遜·蓋茨·丹尼爾（Harrison Gates Daniel，1963年—）和
- 托馬士·華盛頓·丹尼爾（Thomas Washington Daniel，1966年—）。

克利夫頓·杜魯門·丹尼爾寫有不少關於他外祖父的著作。

## 相關著作

### 虛構作品
- 《白宮謀殺案》—1980年，ISBN 0-87795-245-0
- 《國會山莊謀殺案》—1981年，ISBN 0-87795-312-0
- 《最高法院謀殺案》—1982年，ISBN 0-87795-384-8
- 《史密森謀殺案》—1983年，ISBN 0-87795-475-5
- 《領事館路謀殺案》—1984年，ISBN 0-87795-594-8
- 《FBI謀殺案》—1985年，ISBN 0-87795-680-4
- 《喬治敦謀殺案》—1986年，ISBN 0-87795-797-5
- 《CIA謀殺案》—1987年，ISBN 0-394-55795-6
- 《甘迺迪中心謀殺案》—1989年，ISBN 0-394-57602-0
- 《國家大教堂謀殺案》—1990年，ISBN 0-394-57603-9
- 《五角大廈謀殺案》—1992年，ISBN 0-394-57604-7
- 《波多馬克謀殺案》—1994年，ISBN 0-679-43309-0
- 《國家畫廊謀殺案》—1996年，ISBN 0-679-43530-1
- 《眾議院謀殺案》—1997年，ISBN 0-679-43528-X
- 《水門謀殺案》—1998年，ISBN 0-679-43535-2
- 《國會圖書館謀殺案》—1999年，ISBN 0-375-50068-5
- 《霧谷謀殺案》—2000年，ISBN 0-375-50069-3
- 《哈瓦那謀殺案》—2001年，ISBN 0-375-50070-7
- 《福特劇院謀殺案》—2002年，ISBN 0-345-44489-2
- 《聯合車站謀殺案》—2004年，ISBN 0-345-44490-6
- 《華盛頓論壇報謀殺案》—2005年，ISBN 0-345-47819-3
- 《歌劇謀殺案》—2006年，ISBN 0-345-47821-5
- 《K街謀殺案》—2007年， ISBN 0-345-49886-0

### 寫實作品
- 《紀念品，瑪格麗特·杜魯門自己的故事》—1956年，OCLC 629282
- 《白宮寵物》—1969年，OCLC 70279
- 《哈利·S·杜魯門》—1973年，ISBN 0-688-00005-3
- 《膽量婦女》—1976年，ISBN 0-688-03038-6
- 《父親家書：杜魯門一家的個人通訊》—1981年，ISBN 0-87795-313-9
- 《貝絲·W·杜魯門》—1986年，ISBN 0-02-529470-9
- 《責任推卸到此：哈利·S·杜魯門個人及私人文件》—1989年，ISBN 0-446-51494-2
- 《第一夫人》—1995年，ISBN 0-679-43439-9
- 《總統官邸：1800年至現在》—2004年，ISBN 0-345-47248-9

## 外部連結
- 杜魯門圖書館 （页面存档备份，存于）